# London Academy of Music and Dramatic Art
Pour les articles homonymes, voir Académie (homonymie) et Academy of Music.

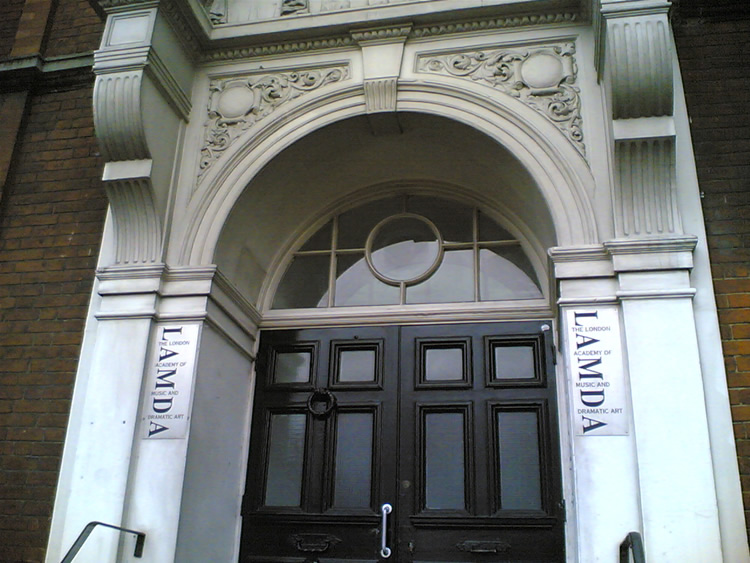
Immeuble principal de la LAMDA sur Talgarth Road.

La London Academy of Music and Dramatic Art (LAMDA), en français « Académie de musique et d'art dramatique de Londres », est une des écoles d'art dramatique et de musique les plus célèbres d'Angleterre. Fondée en 1861, elle est située dans le quartier londonien de Hammersmith et possède le MacOwan Theatre, à Kensington. 
Membre du United Kingdom's national Conservatoire for Dance and Drama (en), l'académie forme à l'art dramatique, à la mise en scène et au travail technique.

## Anciens élèves notoires
- Sam Claflin
- Anthony Stewart Head
- Benedict Cumberbatch
- Brian Cox
- Chiwetel Ejiofor
- Daniel Sharman
- David Suchet
- Donald Sutherland
- Michael Malarkey
- Jason Flemyng
- Marina Hands
- Natalia Kills
- Richard Armitage
- Iwan Rheon
- Dominic Cooper
- Élodie Yung
- Rose Leslie
- Hermione Norris
- Marie-France Alvarez
- Joseph Quinn[1]

## Anciens professeurs
- Adolf Pollitzer, professeur de violon et également directeur de l'institution